# Lightbulb Sun
Lightbulb Sun – szósty album angielskiego zespołu Porcupine Tree wydany w maju 2000 r. Album podzielony jest na dwie części. Pierwsza część (utwory 1-6) jest bardziej melodyjna i popowa, podczas gdy druga (utwory 7-10) ma charakter bardziej eksperymentalny.
Istnieją cztery wersje albumu – oryginalna, z płytą bonusową DVD-A wydaną w 2007 roku z oryginalnym miksem z 2000 roku jako dodatkiem (Kscope/Snapper), niemiecka 2-płytowa koncertowa (Snapper) i izraelska 2-płytowa (Helicon).

## Lista utworów
1. "Lightbulb Sun" – 5:33
2. "How Is Your Life Today?" – 2:48
3. "Four Chords That Made a Million" – 3:38
4. "Shesmovedon" – 5:15
5. "Last Chance to Evacuate Planet Earth Before It Is Recycled" – 4:50
6. "The Rest Will Flow" – 3:16
7. "Hatesong" – 8:28
8. "Where We Would Be" – 4:14
9. "Russia On Ice" – 13:05
10. "Feel So Low" – 5:16

Edycja specjalna z płytą DVD-A zawiera dodatkowe utwory:
1. "Disappear" – 3:40
2. "Buying New Soul" – 10:26
3. "Cure For Optimism" – 6:36
4. Original 2000 stereo album mix / master

## Twórcy
- Steven Wilson – śpiew, gitary, melotron, fortepian, banjo, sample
- Richard Barbieri – syntezatory, organy Hammonda, klawesyn, melotron
- Colin Edwin – gitara basowa
- Chris Maitland – instrumenty perkusyjne
- Stuart Gordon – skrzypce
- Nick Parry – wiolonczela